# Ципивник, Дмитрий
Дмитрий Ципивник (англ. Dmytro Tsipyvnyk, укр. Дмитро Ціпивник; 15 апреля 1927 — 9 марта 2003) — канадский врач и учёный украинского происхождения, избранный президентом Всемирного конгресса украинцев с 1993 по 1998 год и Украинско-канадского конгресса с 1986 года  по 1991 год.

## Образование
Получив степень доктора медицины (MD) в Университете Саскачевана и степень магистра наук (MSc) в Университете Макгилла, он поступил в Медицинский колледж Альберта Эйнштейна в качестве научного сотрудника-психиатра в 1963 году. Помимо работы в качестве медицинского руководителя Комиссии Саскачевана по борьбе со злоупотреблением алкоголем и наркотиками с 1983 по 1992 год, он был профессором психиатрии в Университете Саскачевана с 1971 по 1992 год Он также работал частным практикующим психиатром.

## Карьера
Во время пребывания Ципивника на посту президента UWC с 1993 по 1998 год он также занимал важные руководящие роли в канадском сообществе, занимая пост президента Канадского этнокультурного совета и президента UCC с 1986 по 1991 год. Кроме того, он занял должность председателя Провинциального совета UCC и возглавил Консультативный комитет при правительстве Саскачевана по отношениям между Саскачеваном (Канада) и Украиной. Примечательно, что он сыграл ключевую роль в укреплении дипломатических отношений между Украиной и Канадой, будучи частью официальной канадской делегации, которая посетила Украину для установления важных контактов.
Благодаря усилиям Ципивника Канада стала первой западной страной, признавшей независимость Украины . Кроме того, он активно способствовал празднованию значимых вех украинско-канадской истории, в том числе всеканадских празднований 1000-летия Крещения Руси-Украины и 100-летия поселения украинцев в Канаде.
Ципивник впоследствии стал сопредседателем Центра украинского наследия «Прери» и был председателем Консультативного комитета по связям Саскачевана и Украины. Он также работал в Сенате Университета Саскачевана и Канадском совете христиан и евреев.

## Смерть
UCC уведомил канадскую украинскую общину о смерти Ципивника в Саскатуне в воскресенье, 9 марта 2003 года.

## Личная жизнь
Ципивник принадлежал Украинской Православной Церкви Канады. Был женат на Мауре,   у них двоих было несколько детей: Пол, Раисса, Рая и Бенджамин, внуки.

## Награды
В августе 2017 года его вместе с другими бывшими покойными президентами чествовали на 50-летии UWC Ципивник заслужил следующие награды:.
- Член Ордена Канады (CM; 1992)[11]
- Почетная награда Президента Украины (2002)
- Медаль Шевченко УКК (1995)
- Почетный доктор канонического права Колледжа Святого Андрея (1995)